# Salz (Renania-Palatinado)
Salz es un municipio situado en el distrito de Westerwald, en el estado federado de Renania-Palatinado (Alemania). Su población estimada a finales de 2016 era de 879 habitantes.
Se encuentra ubicado al noreste del estado, cerca de la orilla derecha del río Rin, de la orilla norte del río Lahn, y de la frontera con el estado de Hesse.

## Historia
“Siempre iluminado por el sol, inclinado hacia el sur, un maravilloso pedazo de tierra que puede ser visto por el vagabundo. La antigua iglesia saluda a la tierra Nassauische lejana, existe en el pueblo desde hace cientos de años ”. Así describe el poeta local Günther Weimer el encanto especial de Salz.
Los primeros asentamientos se remontan al tiempo antes de Cristo. En 1150, Salz estaba registrada como parroquia y, desde finales de la Edad Media, también como lugar de jurisdicción con su corte del diezmo. En 1564 Salz llegó a ser parte del Electorado de Tréveris.
La basílica de pilar románico ha sido el símbolo de la ciudad durante casi un milenio. St. Adelphus fue inicialmente una colegiata, y luego se amplió para incluir un coro gótico tardío y ahora es parte de la diócesis de Limburgo.